# Lucie Debay
Lucie Debay (1989), is een Belgische actrice.

## Biografie
Lucie Debay studeerde af aan het Institut national supérieur des arts du spectacle et des techniques de diffusion (INSAS) te Brussel in 2009.
Ze speelde rollen in het theater met regisseurs als Falk Richter, Armel Roussel, Vincent Hennebicq, Jean-Baptiste Calame, Claude Schmitz en Manah Depauw. Haar speelfilmdebuut kwam er in 2009 in Somewhere Between Here and Now van Olivier Boonjing. Ze had ook een rol in de kortfilm A New Old Story van Antoine Cuypers, die de prijs kreeg van Meilleur court métrage op het Festival international du film francophone de Namur (FIFF) in 2012. In 2016 werd ze gelauwerd bij de uitreiking van de Magritte du cinéma 2016 van de Magritte du meilleur espoir féminin voor haar titelrol in de langspeelfilm Melody van Bernard Bellefroid.

## Films
- 2009: Somewhere Between Here and Now van Olivier Boonjing - als Louise
- 2012: A New Old Story van Antoine Cuypers
- 2013: Avant l'hiver van Philippe Claudel - als de vriendin van Lou
- 2014: Melody van Bernard Bellefroid - als Melody
- 2015: Un Français van Diastème - als Corinne
- 2015: King of the Belgians van Peter Brosens en Jessica Woodworth - als Louise Vancraeyenest
- 2019: Cleo van Eva Cools - als Jeanne
- 2023: Augure van Baloji - als Alice
- 2023: Le Syndrome des amours passées van Ann Sirot en Raphaël Balboni - als Sandra

- Bibliothèque nationale de France: cb17044850p (data)
- Gemeinsame Normdatei: 107765670X
- International Standard Name Identifier: 0000 0004 5274 5709
- Nederlandse Thesaurus van Auteursnamen: 395404096
- Système universitaire de documentation: 191140252
- Virtual International Authority File: 317191606